# Lars Johan Werle
Lars Johan Werle, född 23 juni 1926 i Gävle, död 3 augusti 2001 i Västra Frölunda, var en svensk tonsättare.

## Biografi
Werle var som tonsättare huvudsakligen självlärd, men han hade studerat kontrapunkt för Sven-Erik Bäck 1949-1952 och musikvetenskap vid Uppsala universitet 1948-1950. Till en början hade han mest anställningar utom musiken innan han blev kammarmusikproducent vid Sveriges Radio 1958–1970. Han inledde en lärarkarriär vid Statens musikdramatiska skola 1970 som följdes av undervisning i komposition vid Musikhögskolan i Göteborg 1977. Han slog igenom som tonsättare 1960 då han fick första priset för Pentagram för stråkkvartett i kompositionstävlingen vid musikveckan i Bilthoven, Nederländerna. 

### Operatonsättare
Werle etablerade sig som profil inom svensk nutida opera med experimentoperan Drömmen om Thérèse, som fick urpremiär 1964. Den väckte sådant uppseende att han fick en beställning från Hamburg i Tyskland på en opera. Det resulterade i Resan 1969 (text Lars Runsten efter P.C. Jersild) i två akter som skildrar kontrasten mellan en kvinnas vardagsliv i en förstad och hennes barndomsväns fantastiska värld. Till Kungliga operans 200-årsjubileum 1973 skrev han Tintomara efter Carl Jonas Love Almqvists roman Drottningens juvelsmycke. Den är mer traditionell än föregångarna men har en collageliknande stil. Därefter skrev han det lyriska mysteriespelet Medusan och djävulen 1973 och Flower Power en ”springochsjung” till text av Tage Danielsson 1974, båda för Statens musikdramatiska skola.
Werles största succé är den musikaliska fabeln Animalen från 1979 som ligger på gränsen mellan opera och musikal. Verket skrevs under Werles tid som ”huskompositör” på Stora teatern i Göteborg 1977–80. Sedan följde musikal-operan En midsommarnattsdröm 1984 i två akter till Shakespeares text för Malmö stadsteater 1985, Lionardo, ”dramma di musica in tre atti con proglogo e epilogo”, för Folkoperan i Stockholm 1988, operan Kvinnogräl efter Schiller 1986 och kammaroperorna Väntarna 1989 och Tavlan, en eftermiddag på Prado 1991, båda till text av Iwar Bergkwist och beställda av Teater- och operahögskolan i Göteborg.
Med operorna Resan, Tintomara, Animalen och Lionardo har han framstått som en av den svenska musikens största operamästare.
Resan präglas av en ”pluralistisk” stil, men efterhand blev Werles stil mer homogen, personlig och ofta av intensiv, lyrisk-melodisk ingivelse. Werle hade en bakgrund som jazzpianist och behärskade även lättare genrer, vilket främst framgår i Animalen. Han skrev också filmmusik, bland annat till Ingmar Bergmans Vargtimmen och Persona.

## Priser och utmärkelser
- 1968 – Mindre Christ Johnson-priset för baletten Zodiak
- 1970 – Ledamot nr 739 av Kungliga Musikaliska Akademien
- 1970 – Nordiska rådets musikpris för arenaoperan Drömmen om Thérése
- 1980 – Musikföreningens i Stockholm stipendium
- 1981 – Litteris et Artibus
- 1990 – Rosenbergpriset
- 1995 – Hugo Alfvénpriset
- 2000 – Atterbergpriset

## Musikteater
- 1964 – Drömmen om Thérèse
- 1969 – Resan
- 1973 – Tintomara
- 1973 – Medusan och djävulen
- 1974 – Flower Power
- 1979 – Animalen
- 1984 – En midsommarnattsdröm
- 1988 – Lionardo
- 1988 – Kvinnogräl
- 1989 – Väntarna
- 1991 – Tavlan, en eftermiddag på Prado
- 1996 – Äppelkriget

## Körverk
- 1967 – Canzone 126 di Francesco Petrarca, op. 6, för blandad kör a cappella.
- 1970 – Nautical preludes, op. 8, för blandad kör a cappella.

## Filmmusik i urval
- 1963 – X:et
- 1966 – Persona
- 1966 – Ön
- 1968 – Vargtimmen
- 1982 – Livstecken

## Övriga verk i urval
- 1965 – Summer Music, för kammarorkester, op. 4
- 1966 – Zodiak, balettmusik, op. 5
- 1967 – En saga om sinnen, musikdramatiskt verk för Statens musikdramatiska skola
- 1971 – Now all the fingers of this tree, op. 9, för sopran och instrumentalensemble
- 1971 – Revolt, tape music för Cullbergbaletten
- 2001 - As you like it, Three Shakespeare songs for mixed choir, flute and piano